# Estación de Langnau im Emmental
La estación de Langnau im Emmental, o simplemente estación de Langnau es una estación ferroviaria de la comuna suiza de Langnau im Emmental, en el Cantón de Berna.

## Historia y situación
La estación de Langnau im Emmental fue inaugurada en el año 1864 con la puesta en servicio del tramo Gümligen - Langnau im Emmental de la línea Berna - Lucerna por parte del Bernische Staatsbahn. En 1875 se abrió el tramo Langnau im Emmental - Gütsch (Lucerna) por Bern-Luzern-Bahn (BLB). En 1881 se inauguró el tramo Burgdorf - Obermatt (punto de conexión con la línea Berna - Lucerna en las afueras de Langnau) de la línea Soleura - Burgdorf - Langnau im Emmental por parte del Emmentalbahn (EB). En 1884 BLB fue absorbida por Jura-Bern-Luzern-Bahn (JBL). Bernische Staatsbahn pasaría a ser integrada en 1887 en Jura-Bern-Luzern-Bahn (JBL), fusionándose esta compañía en 1890 con la Compagnie de la Suisse Occidentale et du Simplon (SOS). La nueva compañía sería Jura-Simplon-Bahn (JS), que en 1902 pasaría a ser absorbida al igual que SCB por los SBB-CFF-FFS.
Se encuentra ubicada en el noreste del núcleo urbano de Langnau im Emmental. Cuenta con dos andenes, uno central y otro lateral a los que acceden tres vías pasantes, a las que hay que sumar otras cuatro vías pasantes, varias vías muertas y un pequeño depósito al que accede una vía muerta.
En términos ferroviarios, la estación se sitúa en la línea Berna - Lucerna y en la línea Soleura – Burgdorf - Langnau im Emmental. Sus dependencias ferroviarias colaterales son la estación de Emmenmatt hacia Berna, la estación de Trubschachen en dirección Lucerna y la estación de Neumühle hacia Soleura.

## Servicios ferroviarios
Los servicios ferroviarios de esta estación están prestados por BLS:

### Regionales
- RE Berna - Konolfingen - Langnau im Emmental - Wolhusen - Lucerna. Servicios cada hora.

### S-Bahn Berna
Desde la estación de Langnau im Emmental se puede ir a Berna mediante la red S-Bahn Berna operada por BLS:
- S 2 Laupen - Flamatt – Berna – Konolfingen – Langnau
- S 4 Langnau – Burgdorf – Zollikofen – Berna – Belp – Thun

### S-Bahn Lucerna
A la estación también llegan trenes de cercanías de la red S-Bahn Lucerna.
- S 6 Lucerna - Wolhusen - Langnau im Emmental